# Vikholmen (Fjell)
Ne doit pas être confondu avec Vikholmen.
Vikholmen est une île dans le landskap Sunnhordland du comté de Vestland. Elle appartient administrativement à Øygarden.

## Géographie
Rocheuse et couverte d'une légère végétation en son centre, elle s'étend sur environ 37 m de longueur pour une largeur approximative équivalente, ce qui lui donne une forme ronde.